# Allianz der Zivilisationen

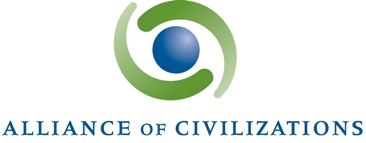
Logo

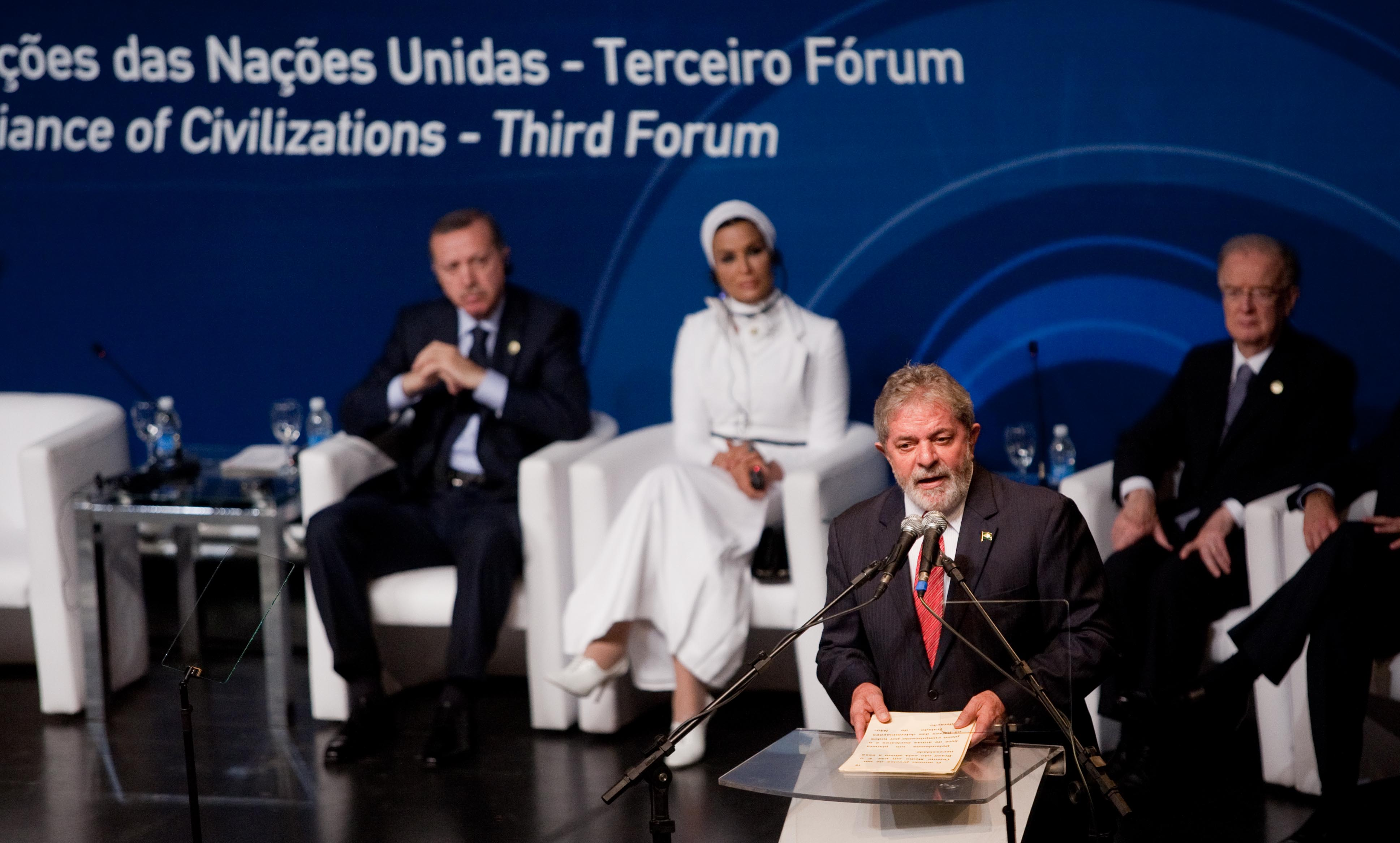
Luiz Inácio Lula da Silva mit Erdogan und Jorge Sampaio beim Treffen 2010

Die Allianz der Zivilisationen, englisch Alliance of Civilizations (AoC), ist eine UN-Initiative. Vorgeschlagen im September 2004 von José Luis Rodríguez Zapatero und unterstützt durch Recep Tayyip Erdoğan. Sie wurde 2005 von Kofi Annan mit Unterstützung der Regierungen Spaniens und Türkiyes proklamiert. Das Ziel, gemeinsame Handlungsansätze über verschiedene Gesellschaften und Kulturen hinweg zu entwickeln, nach eigenen Angaben um Extremismus zu bekämpfen und kulturelle, religiöse und soziale Barrieren zu überwinden, hauptsächlich zwischen der westlichen und der vorherrschend muslimischen Welt. Ban Ki-moon ernannte 2007 den ehemaligen Präsidenten Portugals Jorge Sampaio als den ersten Hohen Vertreter der Allianz der Zivilisationen. Seit 2019 ist Miguel Ángel Moratinos Hoher Vertreter der Allianz der Zivilisationen. 

## Geschichte
José Luis Zapatero und Recep Erdoğan, die damaligen Ministerpräsidenten Spaniens und der Türkei, unterbreiteten am 21. September 2004 dem damaligen UNO-Generalsekretär Kofi Annan die Idee einer Initiative einer „Allianz der Zivilisationen“. Der Vorschlag wurde aufgenommen vom spanischen Außenminister Miguel Ángel Moratinos, in seiner Ansprache vor der Arabischen Liga im Dezember 2004 sowie in einer Ansprache, gehalten zusammen mit UNO General-Sekretär Kofi Annan am 9. März 2005, in Madrid kurz vor dem Jahrestag der Anschläge von Madrid. 
Kofi Annan unterstützte die Idee und proklamierte sie am 14. Juli 2005 als UN-Initiative.

### High Level Group
Um einen konkreten Aktionsplan zu entwickeln und Ideen zu formulieren, die die Grundlage dieser Allianz bilden würden, wurde eine hochrangige 18-köpfige Gruppe gebildet. Sie sollte bis Ende 2006 die Philosophie dieses Projekts und ein konkretes Aktionsprogramm konzipieren, das zeigt, wie extremistischen Tendenzen begegnet und gegenseitiges Verständnis zwischen Kulturen und Zivilisationen geschaffen werden kann.
Am 3. September 2005 benannte Kofi Annan das Beratergremium ("High Level Group") für die Allianz der Zivilisationen. Es handelt sich um Personen, die drei Kategorien von Vertretern diverser Kulturen repräsentieren:
Zur ersten Gruppe gehören ehemalige Spitzenpolitiker und Staatsmänner. Dies sind unter anderem der ehemalige iranische Präsident Mohammed Chatami, der frühere UNESCO-Generaldirektor Federico Mayor Zaragoza, der ehemalige französische Außenminister Hubert Védrine, Senegals Ex-Premier Moustapha Niasse, Spaniens Außenminister Miguel Angel Moratinos und der ehemalige spanische Premier Felipe González.
Die zweite Kategorie sind freischaffende Intellektuelle, die keine hohen administrativen Posten bekleidet haben: Die namhafte britische Autorin Karen Armstrong, die über die Religion schreibt. Sie hat zahlreiche Bücher zu dieser Thematik, darunter auch über den Islam, verfasst. Der amerikanische Islamforscher John L. Esposito, der ein Zentrum für die Verständigung zwischen den Christen und den Moslems an der Universität Georgetown leitet und Chefredakteur der Oxford-Enzyklopädie über die islamische Welt ist.
Die dritte Kategorie bilden angesehene Geistliche: Erzbischof Desmond Tutu aus Südafrika und der amerikanische Rabbiner Arthur Schneier. Zu dieser Kategorie lässt sich auch der frühere iranische Präsident Khatami zählen.

### Aufgaben der Gruppe
Nach Konsultationen mit Spanien und der Türkei nannte Kofi Annan drei Hauptaufgaben der Gruppe:
- Eine Einschätzung der Situation in der Welt zu geben, insbesondere für die Sicherheitsprobleme und für die Bedrohungen, die von den extremistischen Kräften ausgehen.
- Gemeinsame Aktionen auf der offiziellen Ebene und auf der Ebene der zivilen Gesellschaft zu konzipieren.
- Ein reales Aktionsprogramm für Staaten, internationale Organisationen und die zivile Gesellschaft zu empfehlen, das auf die Förderung der Schaffung harmonischer Beziehungen zwischen unterschiedlichen Gesellschaften gerichtet ist.

Das angefertigte Aktionsprogramm (the "report") wurde am 13. November in Istanbul dem UNO-Generalsekretär vorgelegt.

### Das Aktionsprogramm (the "report")
Der Report ist in zwei Teile gegliedert:
Teil 1 beinhaltet eine Analyse des globalen Zusammenhanges und des Ist-Zustandes der Beziehungen zwischen Muslimischen und Westlichen Gesellschaften. Er schließt ab mit einem Set von Empfehlungen an die Politik.
Teil 2 reflektiert die Ansicht der High Level Group, dass Spannungen zwischen Kulturen inzwischen schon die Herzen und Gedanken der Bevölkerungsgruppen erreicht haben. Um diesem Trend entgegenzuwirken, entwirft die Gruppe Empfehlungen für vier Bereiche: Bildung, Jugend, Migration und Medien. Der Report schließt mit Vorschlägen, wie diese Empfehlungen zu implementieren sind.

### Plan zur Implementierung 2007–2009
Nach seiner Ernennung zum Generalsekretär der Allianz der Zivilisationen präsentiert Jorge Sampaio im Mai 2007 seinen Plan zu Implementierung des Aktionsprogrammes von 2007–2009. Geplant ist ein Medien-Fonds zur Förderung von Projekten zur Zusammenarbeit von Kulturen und Religionen und ein Jugendaustauschprogramm. Ebenso wird von einer "Medien-Reaktions-truppe" gesprochen, die bei Krisen mit konstruktiven Debatten eingreifen soll. Eine Datenbank mit Paradebeispielen gelungener Kooperationsprojekte soll aufgebaut werden.
Um interkulturellen und interreligiösen Austausch zu fördern, bildete man eine sogen. "Gruppe von Freunden", namentlich ein Netzwerk von über 60 Staaten.

#### Das 1. Allianz-Forum in Madrid
Das erste Forum in Madrid, Spanien, am 15.–16. Januar 2008 war der Jugend gewidmet. Hier trafen sich Politiker, Vertreter von Stiftungen und religiösen Organisationen, Jugendorganisationen und Medien, um zusammen Sub-Initiativen und Projekte auszudenken. Auch wird ein Fonds gegründet, der diese finanzieren soll.

#### Botschafter
Um dem Plan zur Implementierung zu folgen, sollen in Madrid die Namen von Botschaftern ("14 Weise") für die Allianz der Zivilisationen verkündet werden um die Idee populärer zu machen.

## Die Allianz der Zivilisationen und andere Organisationen
Die OSZE beschloss bereits im Dezember 2005 die Allianz zu unterstützen. Die NATO sagte ihre Unterstützung im November 2006 auf dem Treffen in Riga zu. Die Europäische Union gliedert sie in den Rahmen der Zusammenarbeit im Mittelmeer des sogen. "Barcelona-Prozesses", bzw. sieht sie als Teil der Europäischen Nachbarschaftspolitik (ENP), es gibt Verbindungen zur Anna-Lindth-Stiftung und zum Europäischen Jahr des Interkulturellen Dialogs 2008.

## Ideologischer Hintergrund
Die Allianz der Zivilisationen sieht ihre Aufgabe darin, auf jede Form religiösen Extremismus adäquat zu reagieren, diese beschränkt sich also ausdrücklich nicht auf die Auseinandersetzung mit dem politischen Islamismus. Auch fundamentalistische Bewegungen innerhalb anderer Religionen werden kritisch bewertet. UNO-Generalsekretär Ban Ki-moon bezeichnet als Vorbild für Toleranz und spirituelle Erleuchtung beispielsweise Dschalal ad-Din ar-Rumi und betont, dass dessen Lehren die Ziele der Allianz umschreiben.